# Jin Island
Jin Island är en ö i Hongkong (Kina). Den ligger i den nordöstra delen av Hongkong.